# Дос (округ)
Дос (англ. Dawes County) — округ в штате Небраска, США. Административный центр округа — город Шадрон. По данным переписи за 2010 год число жителей округа составляло 9182 человек.
В системе автомобильных номеров Небраски округ Дос имеет префикс 69.

## География
По данным Бюро переписи населения США округ Дос имеет общую площадь в 3630 квадратных километра, из которых 3620 кв. километра занимает земля и 10 кв. километра — вода. Площадь водных ресурсов округа составляет 0,3 % от всей его площади. В окружном центре Чедрон средняя температура июля составляет 23,1 °С со средним максимумом 32,1 °С, средняя температура января — −4,2 °С со средним минимумом −12,1 °С.

### Транспорт
Через округ проходят:
- US 20 (англ. U.S. Route 20).
- US 385 (англ. U.S. Route 385).
- Дорога 2 штата Небраска[англ.].
- Дорога 71 штата Небраска[англ.].

## История
Дос был частью неорганизованной территории на северо-западе Небраски до 19 февраля 1877 года, когда он стал частью округа Су. В 1885 году территория Дос была отделена. Округ назван в честь 5-го губернатора Небраски Джеймса Доза.

## Население
| Год переписи | Нас.  |  | %±     |
| ------------ | ----- |  | ------ |
| 1890         | 9722  |  | —      |
| 1900         | 6215  |  | −36,1% |
| 1910         | 8254  |  | 32,8%  |
| 1920         | 10160 |  | 23,1%  |
| 1930         | 11493 |  | 13,1%  |
| 1940         | 10128 |  | −11,9% |
| 1950         | 9708  |  | −4,1%  |
| 1960         | 9536  |  | −1,8%  |
| 1970         | 9761  |  | 2,4%   |
| 1980         | 9609  |  | −1,6%  |
| 1990         | 9021  |  | −6,1%  |
| 2000         | 9060  |  | 0,4%   |
| 2010         | 9182  |  | 1,3%   |
| 2016         | 8979  |  | −2,2%  |

В 2010 году на территории округа проживало 9182 человек (из них 49,7 % мужчин и 50,3 % женщин), насчитывалось 3684 домашних хозяйства и 2108 семей. Расовый состав: белые — 89,4 %, афроамериканцы — 1,5 %, коренные американцы — 3,9 % и представители двух и более рас — 2,5 %. 3,3 % населения были латиноамериканцами.
Население округа по возрастному диапазону по данным переписи 2010 года распределилось следующим образом: 19,2 % — жители младше 18 лет, 11,4 % — между 18 и 21 годами, 50,2 % — от 21 до 65 лет и 16,3 % — в возрасте 65 лет и старше. Средний возраст населения — 33,0 лет. На каждые 100 женщин в Досе приходилось 98,6 мужчин, при этом на 100 совершеннолетних женщин приходилось уже 97,1 мужчины сопоставимого возраста.
Из 3684 домашних хозяйств 57,2 % представляли собой семьи: 45,7 % совместно проживающих супружеских пар (15,5 % с детьми младше 18 лет); 8,1 % — женщины, проживающие без мужей и 3,4 % — мужчины, проживающие без жён. 42,8 % не имели семьи. В среднем домашнее хозяйство ведут 2,19 человека, а средний размер семьи — 2,82 человека. В одиночестве проживали 34,9 % населения, 13,9 % составляли одинокие пожилые люди (старше 65 лет).

## Экономика
В 2016 году из 7648 трудоспособных жителей старше 16 лет имели работу 4681 человек. В 2014 году медианный доход на семью оценивался в 57 331 $, на домашнее хозяйство — в 42 685 $. Доход на душу населения — 23 307 $. 13,2 % от всего числа семей в Досе и 16,0 % от всей численности населения находилось на момент переписи за чертой бедности.